# Patson Daka
Patson Daka (Chingola, 9 oktober 1998) is een Zambiaans voetballer die doorgaans als aanvaller speelt. Hij tekende in 2017 bij Red Bull Salzburg. Op 30 juni 2021 maakte hij een overstap naar Leicester City.

## Clubcarrière
In januari 2017 kondigde FC Liefering de komst aan van Daka, die voor zes maanden wordt gehuurd van het Zambiaanse Kafue Celtic. Op 30 april 2017 tekende de Zambiaan een vijfjarig contract bij Red Bull Salzburg. Op 24 augustus 2017 debuteerde hij voor zijn nieuwe club in een kwalificatiewedstrijd voor de UEFA Europa League tegen het Roemeense Viitorul Constanța.  Drie dagen later debuteerde hij in de Oostenrijkse Bundesliga tegen SK Sturm Graz.
Daka is de eerste Zambiaan ooit die scoorde in de Engelse Premier League met zijn goal voor Leicester City tegen Manchester United in de 91ste minuut op zaterdag 16 oktober 2021.

## Clubstatistieken
| Seizoen                       | Club              | Competitie     | Competitie | Competitie | Beker | Beker | Internationaal | Internationaal | Totaal | Totaal |
| Seizoen                       | Club              | Competitie     | Wed.       | Dlp.       | Wed.  | Dlp.  | Wed.           | Dlp.           | Wed.   | Dlp.   |
| ----------------------------- | ----------------- | -------------- | ---------- | ---------- | ----- | ----- | -------------- | -------------- | ------ | ------ |
| 2016/17                       | FC Liefering      | 2. Liga        | 9          | 2          | 0     | 0     | –              | –              | 9      | 2      |
| 2017/18                       | FC Liefering      | 2. Liga        | 18         | 4          | 0     | 0     | –              | –              | 18     | 4      |
| 2017/18                       | Red Bull Salzburg | Bundesliga     | 8          | 0          | 2     | 1     | 2              | 0              | 12     | 1      |
| 2018/19                       | Red Bull Salzburg | Bundesliga     | 15         | 3          | 3     | 1     | 8              | 2              | 26     | 6      |
| 2019/20                       | Red Bull Salzburg | Bundesliga     | 17         | 14         | 3     | 2     | 6              | 1              | 26     | 17     |
| 2020/21                       | Red Bull Salzburg | Bundesliga     | 28         | 27         | 6     | 5     | 8              | 2              | 42     | 34     |
| 2021/22                       | Leicester City    | Premier League | 23         | 5          | 5     | 0     | 10             | 6              | 38     | 11     |
| 2022/23                       | Leicester City    | Premier League | 30         | 4          | 6     | 0     | –              | –              | 36     | 4      |
| 2023/24                       | Leicester City    | Championship   | 20         | 7          | 2     | 0     | –              | –              | 22     | 7      |
| Carrièretotaal                | Carrièretotaal    | Carrièretotaal | 168        | 66         | 27    | 9     | 34             | 11             | 229    | 86     |
| Bijgewerkt t/m 30 april 2024. |                   |                |            |            |       |       |                |                |        |        |

## Interlandcarrière
Daka debuteerde in 2015 voor Zambia. Op 5 september 2017 maakte hij zijn eerste interlandtreffer in de WK-kwalificatiewedstrijd tegen Algerije.